# Maltesische Fußballnationalmannschaft
Die maltesische Fußballnationalmannschaft (maltesisch Tim nazzjonali tal-futbol ta' Malta) ist die Fußballnationalmannschaft der Republik Malta.
1900 gegründet, ist der maltesische Fußballverband einer der ältesten Europas. Er trat 1959 der FIFA bei, trug 1972 erstmals WM-Qualifikationsspiele aus und nimmt seit 1974 regelmäßig an selbigen teil. Ebenfalls nimmt es regelmäßig an den Qualifikationsspielen zu Europameisterschaften teil, qualifizierte sich jedoch noch nicht. Am 23. Februar 1975 erzielte Malta durch ein 2:0 über Griechenland seinen ersten Länderspielsieg in einer EM-Qualifikation. Am 11. Oktober 2006 erreichte die Mannschaft gegen Ungarn einen 2:1-Sieg.

## Fußball-Weltmeisterschaften
- 1930 bis 1970 – kein FIFA-Mitglied
- 1974 bis 2022 – nicht qualifiziert

## Fußball-Europameisterschaften
- 1960 – kein UEFA-Mitglied
- 1964 – nicht qualifiziert
- 1968 – nicht teilgenommen
- 1972 bis 2024 – nicht qualifiziert

## UEFA Nations League
- 2018/19: Liga D, 4. Platz mit 3 Remis und 3 Niederlagen
- 2020/21: Liga D, 2. Platz mit 2 Siegen, 3 Remis und 1 Niederlage
- 2022/23: Liga D, 2. Platz mit 2 Siegen und 2 Niederlagen
- 2024/25: Liga D, 2. Platz mit 2 Siegen, 1 Remis und 1 Niederlage; Relegation um den Aufstieg in Liga C im März 2026 gegen Luxemburg

## Rekordspieler
Vom maltesischen Verband werden auch einige Spiele gezählt, die von der FIFA nicht berücksichtigt werden. Die Anzahl der von der FIFA berücksichtigten Spiele ist – wenn abweichend und bekannt – in Klammern angegeben.
| Rang | Name            | Einsätze | Tore | Position   | Zeitraum  | Rekordnationalspieler               |
| ---- | --------------- | -------- | ---- | ---------- | --------- | ----------------------------------- |
| 01.  | Michael Mifsud  | 143      | 42   | Angriff    | 2000–2020 | seit dem 15. November 2016          |
| 02.  | David Carabott  | 122      | 12 1 | Abwehr     | 1987–2005 | 29. März 2003 bis 15. November 2016 |
| 03.  | Gilbert Agius   | 120      | 8    | Mittelfeld | 1993–2009 |                                     |
| 04.  | Carmel Busuttil | 113      | 23   | Mittelfeld | 1982–2001 | 2. Juni 1996 bis 29. März 2003      |
| 05.  | Andrei Agius    | 103      | 6    | Mittelfeld | 2006–0000 |                                     |
| 05.  | Joe Brincat     | 103      | 6    | Mittelfeld | 1988–2004 |                                     |
| 07.  | Roderick Briffa | 100      | 1    | Abwehr     | 2003–2018 |                                     |
| 08.  | John Buttigieg  | 97       | 1    | Abwehr     | 1984–2000 |                                     |
| 09.  | André Schembri  | 94       | 3    | Angriff    | 2006–2018 |                                     |
| 10.  | Brian Said      | 91       | 5    | Abwehr     | 1996–2009 |                                     |
| 11.  | Silvio Vella    | 90       | 1    | Abwehr     | 1988–2000 |                                     |

- Stand: 24. März 2025

## Rekordtorschützen
Nur drei Spieler erzielten mehr als 10 Tore für die Nationalmannschaft. Michael Mifsud ist seit dem 3. März 2010 Rekordtorschütze Maltas, als er im Spiel gegen Finnland mit seinem 24. Tor den Rekord von Carmel Busuttil überbot, der zuvor seit dem 7. Februar 1988 Rekordhalter war, als er seinerseits den 6-Tore-Rekord von Raymond Xuereb überboten hatte.
| Rang | Name            | Tore | Einsätze  | Quote | Zeitraum  |
| ---- | --------------- | ---- | --------- | ----- | --------- |
| 01.  | Michael Mifsud  | 42   | 143 (135) | 0,29  | 2000–2020 |
| 02.  | Carmel Busuttil | 23   | 113 (110) | 0,20  | 1982–2001 |
| 03.  | David Carabott  | 12   | 122 (119) | 0,09  | 1987–2005 |

## Trainer
- Bert Trautmann (1987)
- Horst Heese (1988–1991; 2003–2005)
- Sigfried Held (2001–2003)
- Tom Saintfiet (2017–2018)
- Ray Farrugia (2018–2019)
- Devis Mangia (2019–2022)
- Gilbert Agius (2022, interimistisch)
- Michele Marcolini (2023–2024)
- Davide Mazzotta (2024)
- Emilio De Leo (seit 2025[5])

## Trivia
- Im letzten Qualifikationsspiel zur Fußball-Europameisterschaft 1984 gewann Spanien gegen Malta mit 12:1. Danach wurde der maltesischen Mannschaft Manipulation vorgeworfen, da Spanien genau einen Sieg mit 11 Toren Unterschied benötigt hatte, um sich für die EM zu qualifizieren.
- Der 2:1-Sieg in der EM-Qualifikation 2008 am 11. Oktober 2006 gegen Ungarn – bei dem beide Tore durch André Schembri erzielt wurden – und das 1:0 gegen die Ukraine in Graz – mit einem Tor von Zach Muscat – waren die letzten Sensationen, für die Malta sorgte.
- Am 26. März 2008 feierte Malta den höchsten Sieg in der Verbandsgeschichte, ein 7:1 gegen Liechtenstein.
- Am 11. Oktober 2011 wurden die vier maltesischen Spieler David Carabott, Gilbert Agius, Carmel Busuttil und Joe Brincat von der UEFA für mehr als 100 Länderspiele geehrt.[6] Die UEFA orientiert sich bei der Gesamtzahl der Länderspiele an der Zählung des maltesischen Verbandes, die von der FIFA-Zählung abweicht.[7]